# Plažane
Plažane (cyr. Плажане) – wieś w Serbii, w okręgu pomorawskim, w gminie Despotovac. W 2011 roku liczyła 1369 mieszkańców.